# Najla Mohamed-Lamin
Najla Mohamed-Lamin (en arabe : نجلاء محمد الأمين), née en 1989, est une militante sahraouie des droits humains et une enseignante qui se consacre principalement aux droits des femmes et aux questions environnementales.
Elle est la fondatrice du Centre de documentation Almasar, qui s'adresse particulièrement aux femmes et aux enfants vivant dans les camps de réfugiés sahraouis. Elle les informe de leurs droits, les sensibilise au changement climatique et les aide à tâcher d'y pallier. Elle est distinguée en 2023 par la BBC parmi les 100 femmes les plus influentes.

## Biographie
Najla Mohamed-Lamin est issue d'une famille originaire d'Al Mahbes, au Sahara occidental, mais qui a fui le pays à la suite du déclenchement de la guerre du Sahara occidental en 1975 entre le Front Polisario, dont de nombreux proches de Najla Mohamed-Lamin sont membres, et l'Armée royale marocaine,. Najla Mohamed-Lamin naît et grandit à Smara, le plus grand des camps de réfugiés sahraouis de la province de Tindouf, en Algérie ; elle est d'une fratrie de douze enfants,,,.
Najla Mohamed-Lamin va à l'école de Smara, mais elle est obligée d'abandonner ses études à 14 ans lorsque sa mère tombe malade. Elle grandit en parlant l'arabe ; elle apprend aussi l'espagnol en raison du statut antérieur du Sahara occidental en tant que colonie espagnole. Lorsqu'elle a 17 ans, le centre d'anglais Essalam ouvre ses portes à Smara, et Najda Mohamed-Lamin apprend alors à parler couramment l'anglais. Elle travaille parfois comme interprète pour les délégations hispanophones et anglophones visitant les camps,,.
Certains de ces délégués organisent ensuite une collecte de fonds pour soutenir Najda Mohamed-Lamin dans son projet de poursuivre ses études à l'étranger. Elle part alors au Whatcom Community College de Bellingham, dans l'État de Washington aux États-Unis, où elle étudie le développement durable et les études publiées sur les femmes. Elle obtient en 2018 un diplôme d'associé en sciences appliquées,,,.
Najla Mohamed-Lamin entre en politique à l'adolescence, en intégrant l'Union de la jeunesse sahraouie ; elle représente l'organisation à l'étranger, notamment au 38e congrès de l'aile jeunesse des Démocrates de Suède en 2015, au cours duquel Stefan Löfven, alors Premier ministre suédois, réitère le soutien de son pays à l'autodétermination sahraouie. Pendant ses études aux États-Unis, Najla Mohamed-Lamin est vice-présidente de l’Association sahraouie des États-Unis.
Une fois diplômée et de retour à Smara, Najla Mohamed-Lamin fonde le Centre de documentation Almasar, dans le but d'enseigner aux femmes et aux enfants sahraouis, notamment sur les questions environnementales,. De plus, le Centre participe à l'apprentissage de la petite enfance, notamment avec des organisations de lecture, et intervient également en matière de santé pour les femmes, notamment pour le dépistage du cancer du sein,. Grâce au Centre Almasar, Najla Mohamed-Lamin a aidé plus de 200 000 réfugiés à résoudre les problèmes d'eau et d'hygiène en sécurité alimentaire en réponse au changement climatique au Sahara,,.
En plus de son militantisme environnemental, Najla Mohamed-Lamin soutient l'autodétermination sahraouie. Elle critique en 2020 les pays occidentaux et leurs médias pour leur silence sur les questions auxquelles est confronté le Sahara occidental après la fin du cessez-le-feu entre le Front Polisario et le Maroc, notamment par rapport à d'autres conflits, comme l'invasion russe de l'Ukraine,. Les frères et le père de Najla Mohamed-Lamin rejoignent l'Armée sahraouie après la fin du cessez-le-feu, et son frère est le seul survivant d'une attaque de drone marocain dans un camp de réfugiés en novembre 2022,. Najla Mohamed-Lamin critique les pays qui achètent au Maroc des produits provenant des terres du Sahara occidental, notamment en écrivant une lettre ouverte à la Nouvelle-Zélande au sujet de leur achat de phosphate naturel auprès du gouvernement marocain. Najla Mohamed-Lamin appelle le Maroc à honorer le Plan de règlement de 1991, qui promet un référendum pour que le Sahara occidental devienne soit une partie autonome du Maroc, soit un État indépendant ; elle déclare que les Sahraouis ne souhaitent pas être marocains et elle décrit la culture sahraouie comme distincte et originale de celle du Maroc. Najla Mohamed-Lamin identifie le rôle de premier plan que les femmes doivent jouer dans la création d'un État indépendant du Sahara occidental, citant leur rôle primordial dans la création et la gestion des camps de réfugiés depuis 1975.
Depuis 2023, Najla Mohamed-Lamin continue de vivre dans le camp de Smara avec ses enfants.

## Reconnaissance
Les articles de Mohamed-Lamin sont publiés au niveau international par The National Interest et Stuff,.
En 2023, elle est distinguée par la BBC parmi les 100 femmes les plus influentes en reconnaissance de son action en faveur des femmes et des droits environnementaux,.